# Eleições estaduais no Pará em 1945
As eleições estaduais no Pará em 1945 aconteceram em 2 de dezembro sob as regras definidas no decreto-lei 7.586 e uma resolução do Tribunal Superior Eleitoral editada em 8 de setembro como parte das eleições gerais no Distrito Federal, em 20 estados e no território federal do Acre. Os paraenses elegeram dois senadores e nove deputados federais membros da Assembleia Nacional Constituinte destinada a elaborar a Constituição de 1946 e assim restaurar o regime democrático após o Estado Novo.
Nascido em Belém e criado em Monte Alegre, Magalhães Barata ingressou na Escola Militar do Realengo onde foi graduado aspirante a oficial em 1911 e antes de retornar à cidade do Rio de Janeiro comandou uma guarnição em Oiapoque. Simpático ao Tenentismo e partícipe da Revolução de 1930, assumiu neste ano o cargo de interventor federal no Pará onde permaneceu por cinco anos e retomou o lugar em 1943 nele ficando até o ocaso do Estado Novo. Diante da nova realidade empenhou-se na criação do PSD elegendo-se senador da República.
A outra vaga foi destinada ao advogado Álvaro Adolfo. Cearense de São Benedito, estudou no Liceu do Ceará e ingressou no curso de Direito na Universidade Federal do Ceará, concluindo-o após transferência à Universidade Federal do Pará, onde lecionou. Eleito deputado estadual pelo Pará em 1912 e senador estadual em 1924, esteve filiado a partidos sob a égide de Magalhães Barata. Consultor jurídico do estado e membro da seccional da Ordem dos Advogados do Brasil, criou gado zebu na Ilha de Marajó e regressou à política como senador pelo PSD.

## Resultado da eleição para senador
Segue-se a votação para senador com informações originárias do Tribunal Superior Eleitoral.
| Candidatos a senador da República | Candidatos a suplente de senador | Número | Coligação           | Votação | Percentual |
| --------------------------------- | -------------------------------- | ------ | ------------------- | ------- | ---------- |
| Magalhães Barata PSD              | Azevedo Ribeiro PSD              | -      | PSD (sem coligação) | 61.906  | 29,22%     |
| Álvaro Adolfo PSD                 | Sinval Coutinho PSP              | -      | PSD (sem coligação) | 61.733  | 29,14%     |
| Agostinho Monteiro UDN            | Não havia -                      | -      | UDN (sem coligação) | 39.432  | 18,61%     |
| José da Gama Malcher UDN          | Não havia -                      | -      | UDN (sem coligação) | 38.772  | 18,30%     |
| Luís Carlos Prestes PCB           | Não havia -                      | -      | PCB (sem coligação) | 4.387   | 2,07%      |
| Abel Chermont PCB                 | Não havia -                      | -      | PCB (sem coligação) | 4.095   | 1,93%      |
| Oscar Miranda PRP                 | Não havia -                      | -      | PRP (sem coligação) | 793     | 0,37%      |
| Wicar Teixeira PRP                | Não havia -                      | -      | PRP (sem coligação) | 753     | 0,36%      |

## Deputados federais eleitos
São relacionados os candidatos eleitos com informações complementares da Câmara dos Deputados.

Representação eleita
  PSD: 6
  UDN: 2
  PPS: 1

Fonteː
| Deputados federais eleitos | Partido | Votação | Percentual | Cidade onde nasceu | Unidade federativa |
| Agostinho Monteiro         | UDN     | 11.818  |            | Chaves             | Pará               |
| Deodoro de Mendonça        | PPS     | 8.414   |            | Cametá             | Pará               |
| Duarte de Oliveira         | PSD     | 6.716   |            | Salvador           | Bahia              |
| Lameira Bittencourt        | PSD     | 6.700   |            | Lisboa             | Portugal           |
| Epílogo de Campos          | UDN     | 5.358   |            | Rio Branco         | Acre               |
| Carlos Nogueira            | PSD     | 4.490   |            | Belém              | Pará               |
| Nelson Parijós             | PSD     | 4.437   |            | Cametá             | Pará               |
| João Botelho               | PSD     | 4.342   |            | Belém              | Pará               |
| Moura Carvalho             | PSD     | 3.554   |            | Belém              | Pará               |